# ジェームズ・ホルマン

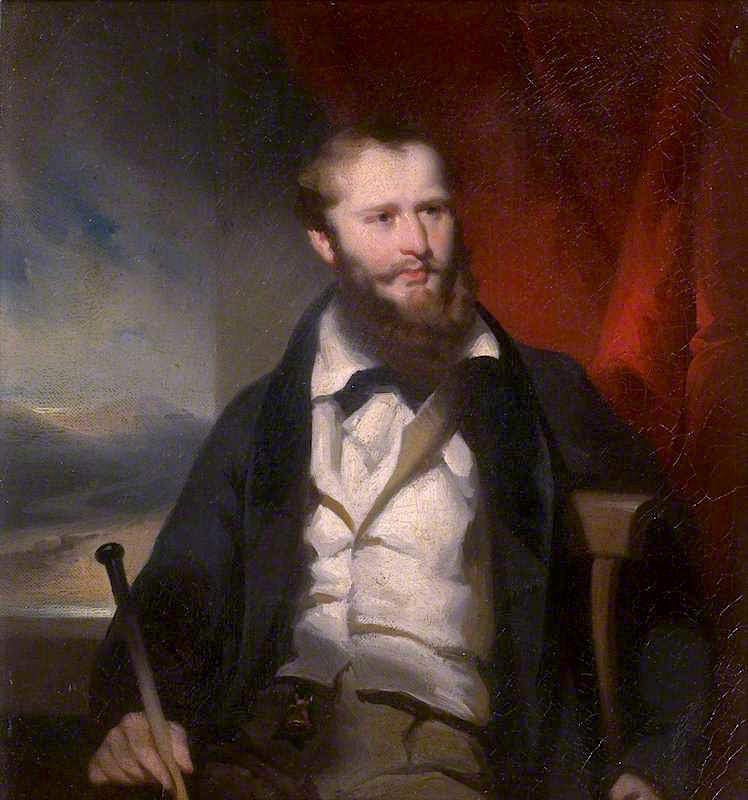
ジェームズ・ホルマン。王立協会の肖像画。広東(現在の広州市)で描かれたもの

ジェームズ・ホルマン（英: James Holman、1768年10月15日 - 1857年7月29日）は、「盲目の冒険家(Blind Traveler)」として知られるイギリスの探検家・作家・社会評論家。自ら旅した大旅行に関する著作で有名。ホルマンは全盲であった上に、痛みによる衰弱や動作に関する障害をかかえながら単独旅行を連続で行った。地理上の広大さに関しても、旅行の手法(ヒューマン・エコロケーション)に関しても前例のない大旅行であった。1866年、ジャーナリストのウィリアム・ジェルダン(William Jerdan)は「マルコ・ポーロからムンゴ・パークに至るまでの最高の旅行家を3人合計しても、旅行の広大さと訪れた国々のバラエティにおいて、われらが盲目の同郷人にはかなわないだろう」と書いている。

## 生涯
ホルマンはイングランドのエクセターにて、薬剤師の息子として生まれた。その後1798年にイギリス海軍に一級志願兵として入り、1807年には大尉(lieutenant)になった。1810年、アメリカ沖にてゲリエール号乗船中に病気にかかり、最初に関節、次に視覚を痛め、25歳の時に完全に失明した。
ホルマンの病気が軍務に伴うものであったため、ホルマンは1812年、ウィンザー海軍騎士(Naval Knights of Windsor)の称号を受け、ウィンザー城での終身保障を認められた。これは唯一の義務として一日二回教会に出向くだけで寝食が与えられる、という地位であったが、これはホルマンの活動的な性格と強い好奇心に合わなかったため、ホルマンは体調不良を理由に欠席届を何度も出した(実際に体調を崩してもいた)。こうしてホルマンはエディンバラ大学で薬学と文学を学び、その後1819年から1821年のグランドツアーで海外へと渡り、フランス・イタリア・スイス・ドイツの一部(ライン川沿岸)・ベルギー・オランダなどを巡った。ホルマンは帰還してThe Narrative of a Journey through France, etc.(フランス等旅行記 ロンドン・プレス 1822年)を発表した。
ホルマンは1822年に世界一周横断旅行に出発した。これは目が見えていようとなかろうと、単独旅行としてはほとんど前代未聞のことであった。だが、ロシアを通ってシベリアのイルクーツクまで進んだ後に、ホルマンはスパイの疑いをかけられた。これ以上東に進まれると露米会社の周辺活動を公表される恐れがあるとして、ホルマンは強制的にポーランドへと連れ戻された。その後ホルマンはオーストラリア・ザクセン州・プロイセン・ハノーファーを経由して帰還し、Travels through Russia, Siberia, etc. (ロシア・シベリア等の旅　ロンドン・プレス 1825年)を発表した。
その後間もなく、ホルマンはロシア政府によって阻まれた世界一周計画を何らかの別の方法で達成しようと計画を練り、1827年から1832年にかけて、海路による世界一周を果たした。そして、ホルマンの偉大な業績についての記述は、A Voyage Round the World, including Travels in Africa, Asia, Australasia, America, etc.(世界一周航海　およびアフリカ・アジア・オーストラリア等の旅)として1834年から1835年にかけて4巻立てで出版された。
ホルマンは王立協会およびロンドン・リンネ協会の会員に選ばれた。チャールズ・ダーウィンは、『ビーグル号航海記』の中で、インド洋の植物相に関し、資料としてホルマンの著書を引用している。ビオコ島(現在赤道ギニア領)のホルマン川は、1820年代のホルマンによる奴隷貿易反対運動への貢献を記念して、イギリス政府が名付けたものである。
ホルマンは、最後の旅でスペイン・ポルトガル・モルダヴィア・モンテネグロ・シリア・トルコを巡った。自叙伝Holman's Narratives of His Travels(ホルマン旅行記集)を書き終えた一週間後の1857年7月29日にロンドンで亡くなった。この最後の作品は出版されておらず、またおそらく現存していない。